# Psicologia ecológica
Psicologia Ecológica é um termo reivindicado por um número de escolas da psicologia. No entanto, as duas principais são um dos escritos de James J. Gibson, e outro sobre o trabalho de Roger G. Barker, Herb Wright e colegas da Universidade do Kansas em Lawrence. Considerando que a psicologia gibsoniana é sempre chamado de Psicologia Ecológica, os trabalhos de Barker (e seus seguidores) é também por vezes referido como a Psicologia Ambiental. Há uma quantidade considerável de sobreposição entre as duas escolas, embora a abordagem gibsoniana tende a ser mais filosófica.
Estudos do "mundo real" Ambos enfatizam as escolas do comportamento em oposição ao ambiente artificial de laboratório.